# 頂き物
『頂き物』（いただきもの）は、安藤裕子の9枚目のオリジナルアルバム。2016年3月2日にcutting edgeから発売された。

## 収録曲
1. Silk Road
  - 作詞、作曲：小谷美紗子
2. 骨
  - 作詞、作曲：峯田和伸
3. 霜降り紅白歌合戦 -安藤裕子とDJみそしるとMCごはん-
  - 作詞、作曲：DJみそしるとMCごはん・安藤裕子
4. 360°サラウンド
  - 作詞・作曲：スキマスイッチ
5. 夢告げで人
  - 作詞：安藤裕子、作曲：堀込泰行
6. やさしいだけじゃ聴こえない
  - 作詞・作曲：Chara
7. 溢れているよ
  - 作詞・作曲：世武裕子（sébuhiroko）
8. Touch me when the world ends
  - 作詞：安藤裕子、作曲：大塚愛
9. Last Eye
  - 作詞：安藤裕子、作曲：TK from 凛として時雨
10. アメリカンリバー
  - 作詞・作曲：安藤裕子